# HMS E44
HMS E44 – brytyjski okręt podwodny typu E. Zbudowany w latach 1915–1916 w Swan Hunter, Wallsend. Okręt został wodowany 21 lutego 1916 roku i rozpoczął służbę w Royal Navy 18 lipca 1917 roku. Pierwszym dowódcą został Lt. Cdr. Henry P. Hughes.
W 1916 roku należał do Dziesiątej Flotylli Okrętów Podwodnych (10th Submarine Flotilla) stacjonującej na rzece Tees.
13 października 1921 roku okręt został sprzedany firmie South Wales Salvage Co.